# Пожалуйста, детка, пожалуйста
«Пожалуйста, детка, пожалуйста» (англ. Please Baby Please) — американский драматический фильм, снятый Амандой Крамер по сценарию, написанному совместно с Ноэлем Дэвидом Тейлором, и вышедший в 2022 году. В главных ролях: Андреа Райсборо, Деми Мур, Гарри Меллинг и Карл Глусман.

## В ролях
- Андреа Райсборо
- Деми Мур
- Гарри Меллинг
- Карл Глусман
- Райан Симпкинс
- Мэтт Д’Элиа
- Карим Сале
- Джейк Чои
- Джейк Сидней Коэн
- Коул Эскола
- Джаз Синклер
- Дана Эшбрук
- Мэри Линн Райскаб

## Производство
В ноябре 2019 года Майя Хоук, Чарли Пламмер и Андреа Райсборо присоединились к актёрскому составу фильма. В октябре 2020 года Деми Мур, Гарри Меллинг и Карл Глусман присоединились к актёрскому составу фильма, а Хоук и Пламмер больше не принимали участия в проекте. В ноябре 2020 года Райан Симпкинс, Карим Сале, Джейк Чои, Мэтт Д’Элиа, Джейк Сидней Коэн, Коул Эскола, Джаз Синклер, Дана Эшбрук и Мэри Линн Райскаб присоединились к актёрскому составу фильма.
Съёмочный период начался в Бьютте, штат Монтана, в октябре 2020 года.